# Apternodontidae
Gli apternodontidi (Apternodontidae) sono un gruppo di mammiferi estinti, probabilmente appartenenti agli eulipotifli. Vissero tra il Paleocene superiore e l'Oligocene inferiore (circa 60 - 33 milioni di anni fa) e i loro resti fossili sono stati ritrovati in Nordamerica e in Asia.

## Descrizione
Questi animali dovevano assomigliare vagamente alle talpe dorate africane (Chrysochloridae), sia come aspetto che come dimensioni. La morfologia dentaria, fortemente zalambdodonte (con i molari a forma di V), assomigliava notevolmente a quella dei tenrec e dei solenodonti attuali. I molari superiori erano dotati di una cuspide linguale grande e alta (probabilmente un paracono posto in una posizione insolita) e di una larga piattaforma stilare a forma di V. Lingualmente era presente un cingulum basso che potrebbe essere stato dotato di un piccolo protocono, ma non erano presenti né ipocono né metacono. I molari inferiori erano dotati invece di alti trigonidi e di talonidi notevolmente ridotti. Gli incisivi anteriori erano ingranditi e sporgenti. Il processo coronoide della mandibola era dotato, sul lato mediale, di un notevole solco per l'inserzione dei muscoli mandibolari, in un modo molto simile a quello degli odierni toporagni. La bolla timpanica non era ossificata. 

## Classificazione
La famiglia Apternodontidae comprende alcuni generi di piccoli mammiferi insettivori, vissuti tra il Paleocene superiore e l'Oligocene inferiore, i cui resti fossili sono stati ritrovati in Nordamerica e in Asia. Gli apternodontidi sono stati avvicinati da alcuni studiosi ai solenodonti attuali, sulla base della notevole somiglianza nella struttura dei denti (zalambdodonti); questa condizione dentaria, tuttavia, si è sviluppata diverse volte nella storia evolutiva dei mammiferi. Altri studiosi (McDowell, 1958) hanno suggerito che Apternodus non solo non fosse imparentato con i solenodonti, ma che non fosse nemmeno un eulipotiflo. Altri autori hanno invece riaffermato le affinità con i lipotifli attuali, notando numerose caratteristiche condivise con i soricidi (ad esempio i denti pigmentati). 

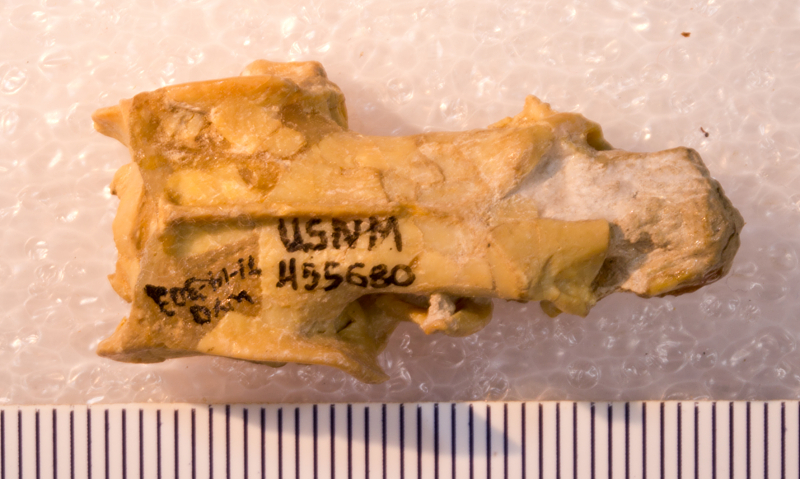
Cranio di Apternodus iliffensis

Come nei soricidi, inoltre, l'arcata zigomatica era apparentemente assente e il processo coronoide era verticale. È possibile inoltre che gli apternodontidi non fossero un gruppo monofiletico, ma una serie di forme più o meno imparentate con i soricidi, e con Solenodon come sister taxon (Asher et al., 2002). Di conseguenza, potrebbero essere riconosciute tre famiglie nordamericane: Apternodontidae (con il solo Apternodus), Oligoryctidae (comprendenti il solo Oligoryctes) e Parapternodontidae (Parapternodus e Koniaryctes). Una forma dell'Eocene medio della Mongolia, Asiapternodus, potrebbe essere molto simile a Parapternodus. Altri autori invece indicherebbero una stretta parentela con i solenodonti (Lopatin, 2006).

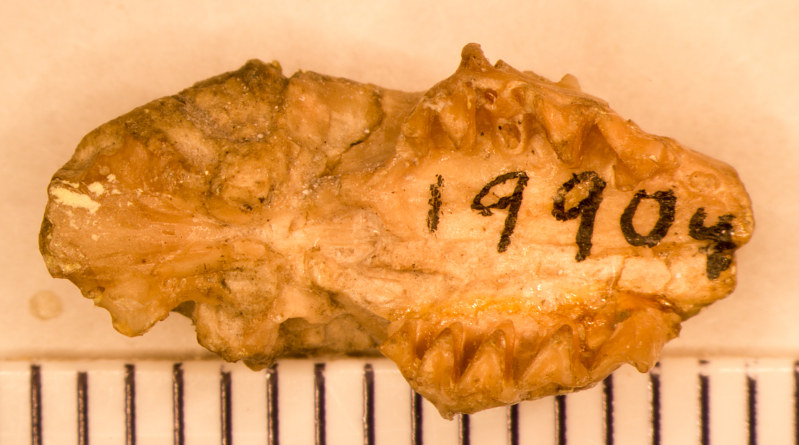
Cranio di Oligoryctes cameronensis